# Angela Marinescu
Angela Marinescu, de nombre de nacimiento Basaraba Angela Marcovici (Arad, 8 de julio de 1941-Bucarest, 3 de noviembre de 2023) fue una poeta rumana.

## Biografía
El nombre Angela Marinescu es un seudónimo, al igual que Basaraba Matei. Es hija María Martiș, profesora de educación física y campeona nacional de esquí y natación, y de Marius Marcovici, un alto funcionario de la prefectura de Arad. La madre de la poeta era de origen csango. Marius Marcovici desciende de la familia de Simion Marcovici, un importante intelectual de Banat, con quien Mihai Eminescu pasó un tiempo durante sus peregrinaciones. Es también la madre del poeta y publicista Alexandru Matei. Angela Marinescu hizo gimnasia artística en suelo, natación y voleibol. La enfermedad de la tuberculosis marcó su juventud, es decir, entre los 15 y los 26 años. Decidió estudiar medicina, graduándose finalmente en la Facultad de Psicología de la Universidad de Bucarest (1972). Comenzó con poemas en la revista " Tribuna " de Cluj, en 1965, y editorialmente, en 1969, con el volumen Blue Blood.

## Volúmenes
- Ha publicado más de 15 volúmenes de versos. Los más recientes son: The Rooster Hidden in the Cut ( 1996 ), Postmodern Fugitives ( 2000 ), I Eat My Lyrics ( 2003 ), The Language of Disappearance ( 2006 ), Endearing Mocking Events ( 2006 ) y Personal Problems ( 2009 ).[3]
- Publicó un volumen de ensayos, El pueblo en el que caminaba rapado en mi cabeza, 1996, así como un Diario escrito en la tercera parte del día, 2004 .

- En su bibliografía, además de poesía, también hay varias antologías publicadas en el país o en el extranjero, en inglés, alemán, polaco.

Está presente con poemas en:
- Streiflicht - Eine Auswahl zeitgenössischer rumänischer Lyrik (81 rumänische Autoren), - "Lumina piezișă", antología bilingüe compuesta por 81 autores rumanos traducidos por Christian W. Schenk, Dionysos Verlag 1994, ISBN 3-9803871-1-9

## Premios
- 1990, Premio Nichita Stănescu
- 2000, Premio de la Unión de Escritores Rumanos
- septiembre de 2006, durante una ceremonia que tuvo lugar en la sala del Teatro Dramático de Botoșani, recibió el Premio Nacional de Poesía " Mihai Eminescu " por la Ópera Omnia. Al mismo tiempo, el Ayuntamiento decidió otorgar al galardonado el título de "Ciudadano de Honor de Botoiani".
- 2015, Premio Gheorghe Crăciun a la Ópera Omnia, otorgado por el Observatorio Cultural .

- 1 de diciembre de 2000, Orden Nacional "Por Mérito" en el rango de Caballero  "por logros artísticos destacados y para la promoción de la cultura, en el Día Nacional de Rumania" [4]